# Шеліст Ігор Анатолійович
Ігор Анатолійович Шеліст (нар. 28 жовтня 1969) — радянський та український футболіст, виступав на позиції воротаря.

## Кар'єра гравця
Футбольну кар'єру розпочав у 1987 році в складі друголігового херсонського «Кристалу». У чемпіонаті СРСР зіграв 9 матчів. Потім виступав у чемпіонаті Херсонської області за аматорські клуби «Колос» (Осокорівка) та «Текстильник» (Херсон). З 1992 по 1993 рік захищав кольори друголігового клубу «Меліоратор» (Каховка) та аматорського колективу «Сіріус» (Жовті Води). 
Під час зимової перерви сезону 1993/94 років виїхав до Болгарії, де підписав контракт з «Етиром». Починаючи з сезону 1994/95 років був основним воротарем команди, з якою виграв кубок ПФЛ Болгарії. Наступного сезону продовжував бути основним воротарем команди, а в 1996 році перейшов до софійського «Локомотиву». У складі столичних «залізничників» зіграв 3 матчі в групі А. У складі «Локомотиву» виступав у Кубку УЄФА.
Потім повернувся до України. У сезоні 2001/02 років провів 3 поєдинки за СК «Херсон» у Другій лізі. Виступав в аматорському чемпіонату України за КЗЕСО (Каховка) та «Укррічфлот» (Херсон). Також виступав в обласних чемпіонатах у складі «Текстильника» (Херсон), «Динамо» (Цюрюпинськ), «Енергія» (Нова Каховка), «Кристал» (Херсон) та «Сігма» (Херсон). Футбольну кар'єру завершив у 2011 році в складі ФК «Херсона».

## Кар'єра тренера
Власник ФК «Херсон», працював також тренером у херсонській ДЮСШ. У 2015 році отримав тренерський диплом, отримав категорію «C».